# Ivan Fedorovich Choultsé

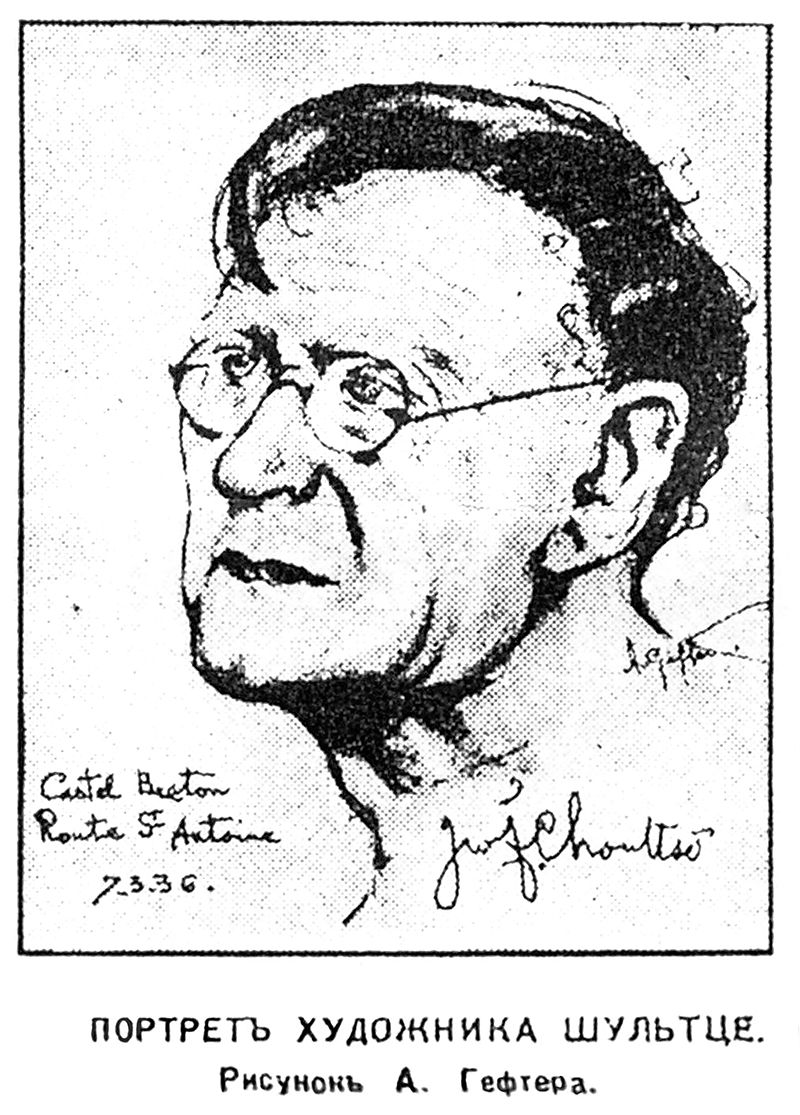
Porträt von I. F. Choultsé

Iwan Fedorowitsch Choultsé (russisch Иван Федорович Шультце Iwan Fjodorowitsch Schultze; * 21. Oktober 1874 in Sankt Petersburg; † 1939 in Nizza) war ein Maler des russischen Realismus.

## Leben

### Jugendzeit
Choultsé wurde am 21. Oktober 1874 in Sankt Petersburg in einer deutschstämmigen Familie geboren (die Schultzes wohnten in Russland seit dem 18. Jahrhundert).

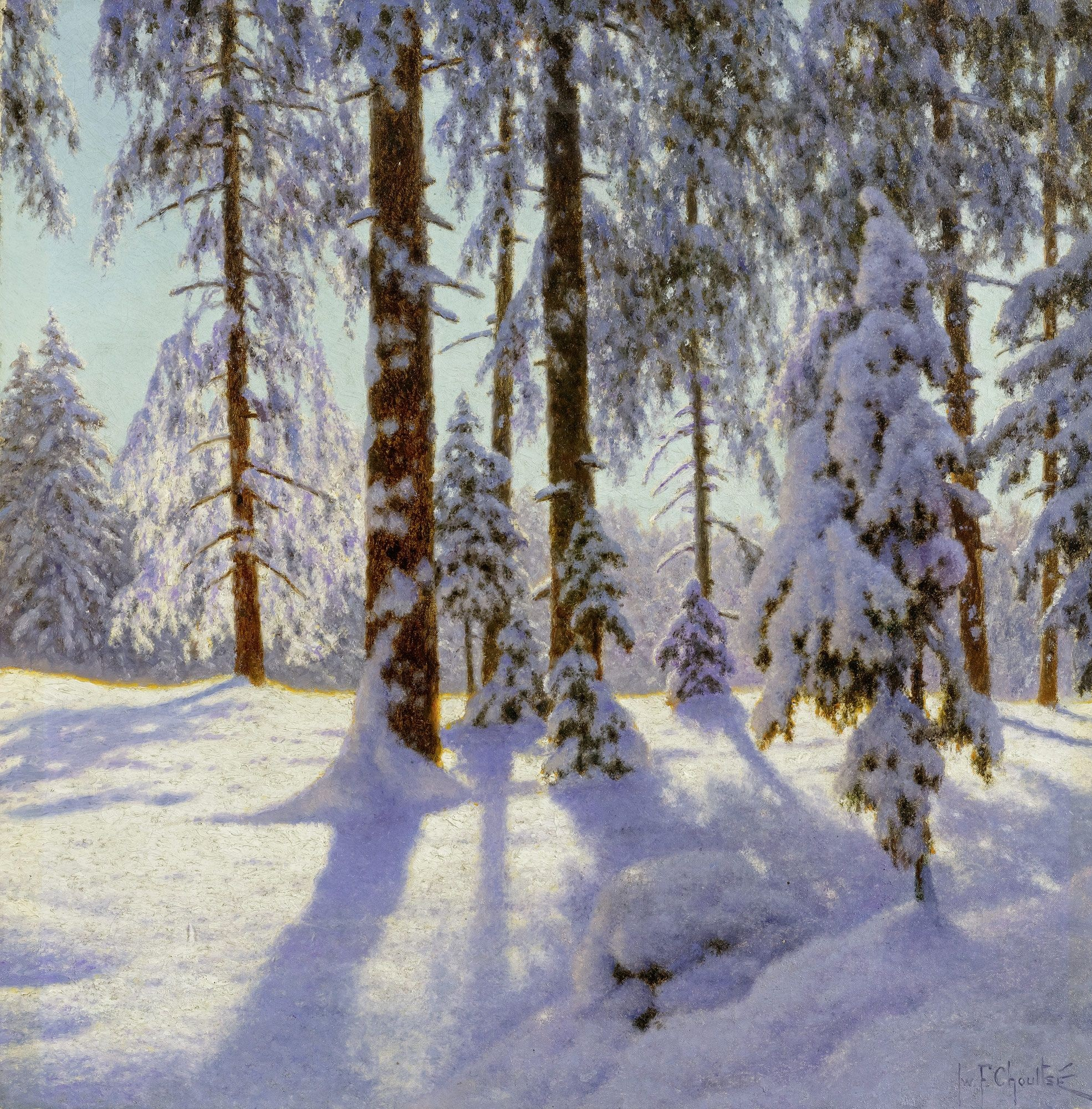

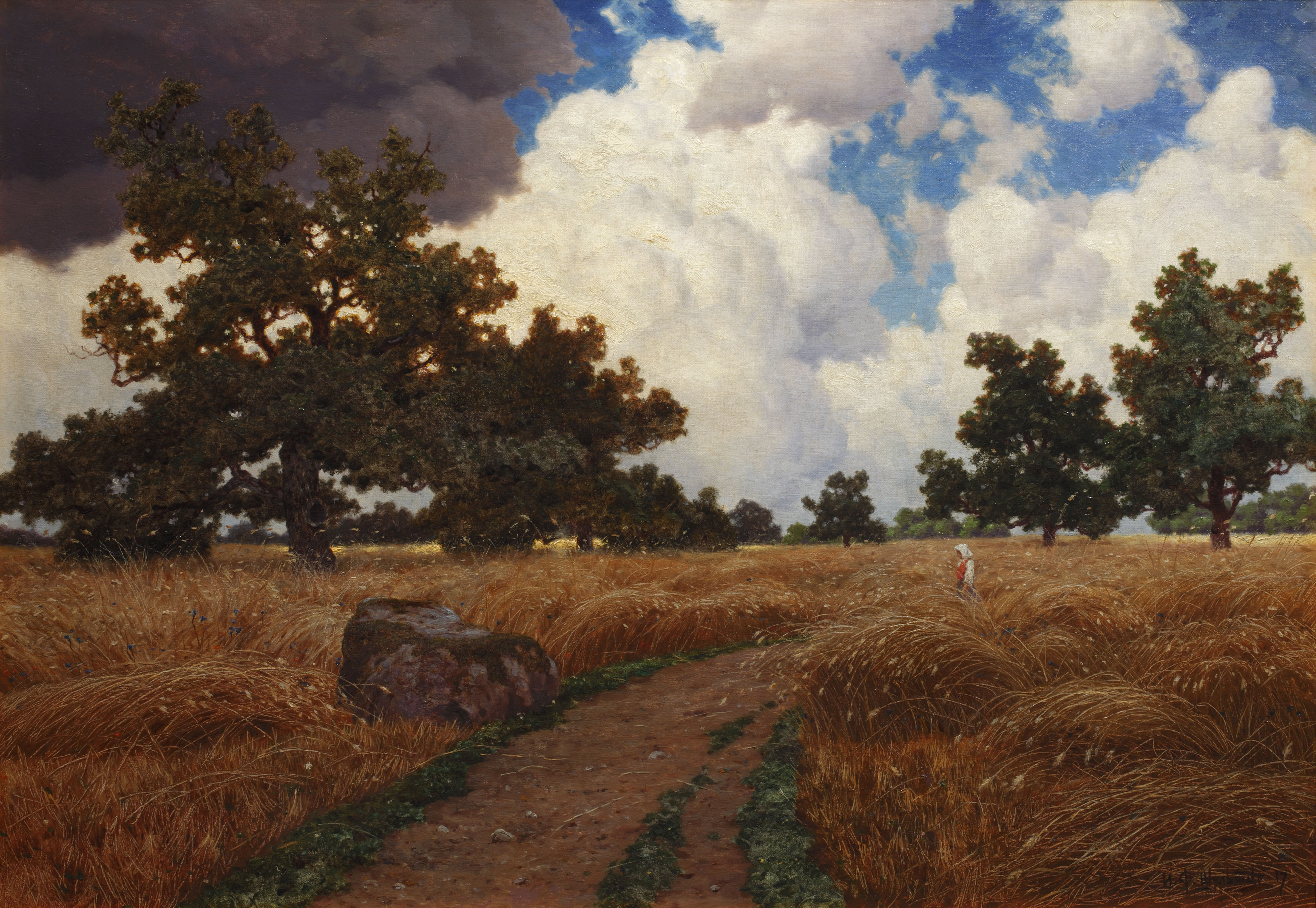
Einfluss von Calame auf Choultsé

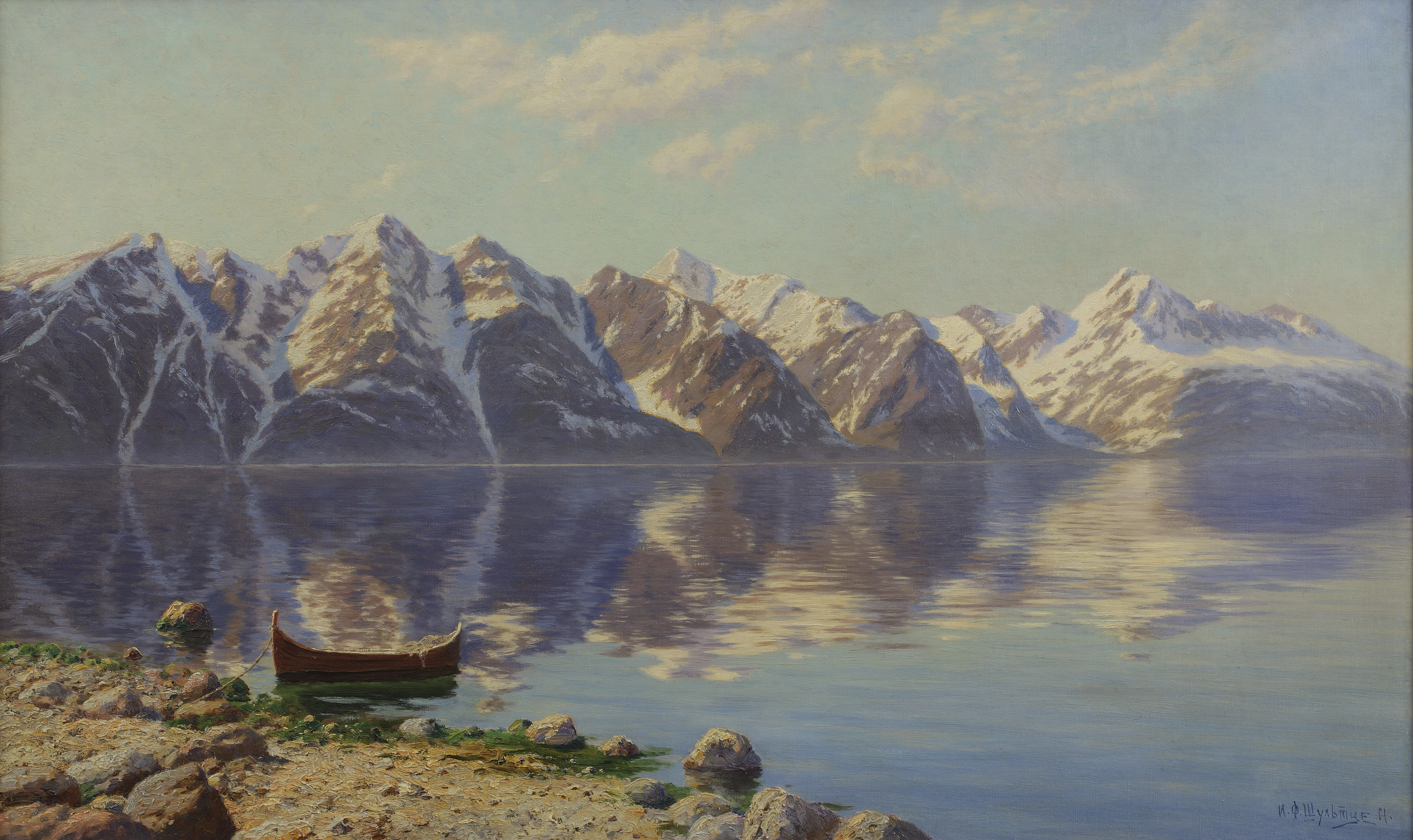
I. F. Choultsé. Lofoten Inseln im Juni, 1911

Choultsé wurde zum Ingenieur ausgebildet und interessierte sich zuerst nicht für Kunst, sondern für Gewinnung von Elektrizität. Er zeigte seine ersten Studienzeichnungen Konstantin Jakowlewitsch Kryschizki (1858–1911), als er schon älter als dreißig war. Ein Maler und Mitglied der Petersburger Kunstakademie lud ihn zum Studium an die Kunstakademie ein. Neben Kryschizki  war die Ausbildung Choultsés zum Maler stark von Archip Iwanowitsch Kuindschi (1841–1910) und dem Schweizer Maler Alexander Calame (1810–1864) beeinflusst.
Zusammen mit Kryschizki unternahm Choultsé 1910 eine Reise nach Spitzbergen, wo er mehrere mit diesem Jahr datierte arktische Landschaften malte (die Däneninsel, die Bäreninsel, die Magdalena-Bucht).
Kurz darauf verlor Choultsé seine künstlerischen Väter: 1910 starb Archip Kuindschi und 1911 setzte Konstantin Kryschizki seinem Leben ein Ende. Aber Choultsé schaffte es, sich ohne seine Lehrer zu Recht zu finden, und begann, seine eigene künstlerische Sprache zu entwickeln.
Die Großfürstin Olga Alexandrowna Romanowa (1882–1960), eine der weiteren Schülerinnen Kryschizkis, gründete nach dem Tod ihres Lehrers eine Gesellschaft zum Gedenken an den verstorbenen Künstler. Choultsé nahm an mehreren Ausstellungen der Kryschizki-Gesellschaft teil, die regelmäßig im Palast der Großfürstin auf Sergeewskaja Straße, 46/48 stattfanden (jetzt Tschaikowski-Straße).

I. F. Choultsé. Strand bei Semeiz. Postkarte

Zum Jahre 1916 begann Choultsé, große gesellschaftliche Anerkennung zu genießen: seine Bilder werden von den Mitgliedern der Familie Romanow gekauft (unter anderen vom Bruder von Nikolaus II. Großfürsten Michail Alexandrowitsch (1878–1918) und Großfürsten Georgi Michailowitsch); wie Choultsé später, schon in der Emigration betonte, interessierte sich Nikolaus II. selbst gar nicht für Landschaften und Stillleben, die keine Geschichten erzählen. Mehrere Bilder wurden von Carl Fabergé (1846–1920) erworben, was aus dem 1918 erstellten Inventar seiner Sammlung ersichtlich wird. Einen großen Beitrag zu seinem Erfolg leistete die Entwicklung von Postkarten: Choultsés Landschaften in den „offenen Briefen“ waren im ganzen Land zu finden.

### Nach der Revolution und Emigration

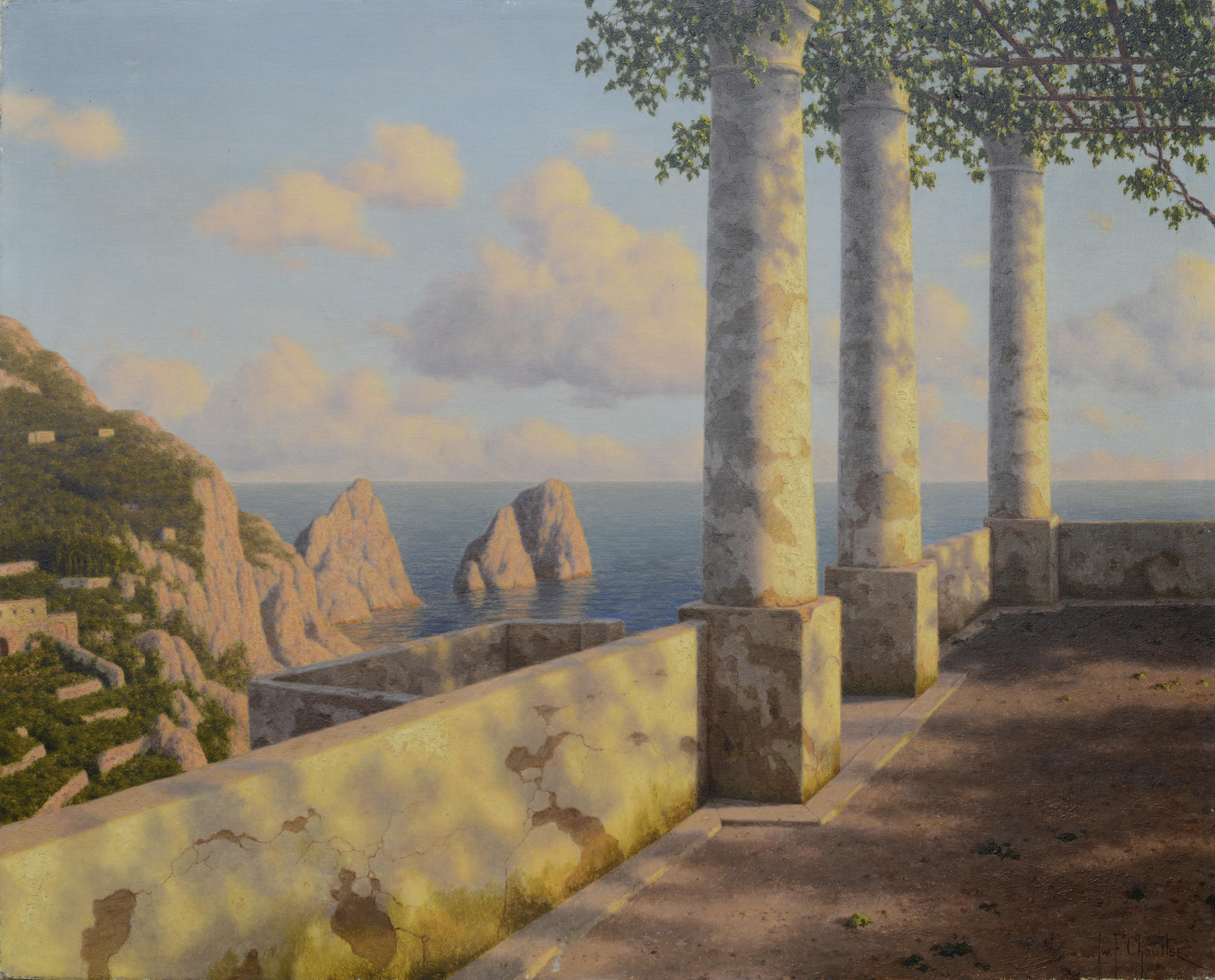
I. F. Choultsé. Die Faraglioni Felsen

Wie viele andere Künstler, die dem akademischen Stil treu blieben, befand sich Choultsé in der Zeit der Revolution in einem Zustand der Ungewissheit. Er entschied sich, eine lange Reise nach Europa zu unternehmen. Während seiner Reisen zwischen 1917 und 1919 malte er Landschaften von den Schweizer Alpen, sowie vom Süden Frankreichs und Norden Italiens. 1921 unternahm der Maler den letzten Versuch, das sowjetische Publikum zu erobern: in Petrograd schloss er sich der Gesellschaft der Künstler-Individualisten an. Zu ihren Mitgliedern gehörten Isaak Israilewitsch Brodskij (1883–1939), Iwan Awgustowitsch Welz (1866–1926), Julius Sergius von Klever (1850–1924) und Alexander Wladimirowitsch Makowski (1869–1924). Choultsé nahm an den ersten zwei Ausstellungen der Gesellschaft teil.

### Emigration nach Frankreich (1921–1927)

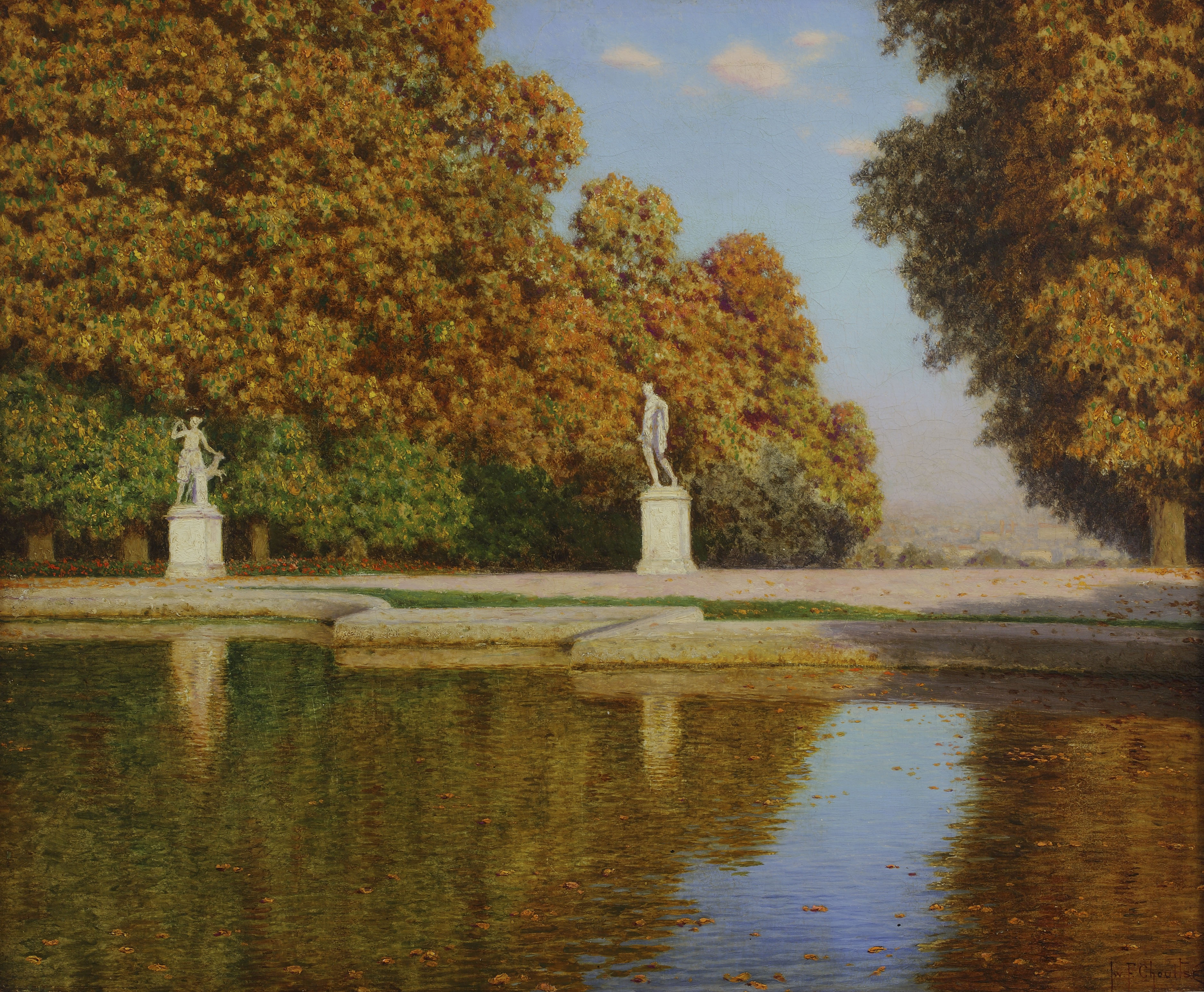
I. F. Choultsé. Paris

In Paris angekommen, richtete sich Choultsé am Boulevard Pereire 121 ein Atelier ein und versuchte, seinen Weg in die künstlerische Gemeinschaft von Paris zu finden (die zu dieser Zeit durch den Aufstieg der nationalen Malerei sowie wegen der Immigration ohnehin „übersättigt“ war). Die erste Einzelausstellung von Iwan Fedorowitsch Choultsé wurde am 23. November 1922 an der Rue de Boetie 2 eröffnet. 50 Werke des Künstlers wurden dem Publikum vorgestellt. 1923 stellte die Galerie Léon Gérard auf dem 136. Salon der Société des Artistes Français das Gemälde „Soir de Novembre“ („Novemberabend“) aus, und ein Jahr später auf dem 137. Salon war seine Arbeit „Derniers rayons“ („Die letzten Sonnenstrahlen“) zu sehen. Choultsé veranstaltete Einzelausstellungen zusammen mit der Galerie Léon Gérard jedes Jahr, zum letzten Mal 1925. Ende 1927 erhielt Choultsé die französische Staatsbürgerschaft.

### Bekanntheit außerhalb Frankreichs
Am 16. März 1927 wurde die Einzelausstellung von Choultsé in der Londoner Galerie Arthur Tooth & Sons an der New Bond Street 155 eröffnet. Die Zeitschrift The Studio (1927, Vol. 93) bezeichnete dieses Ereignis als Sensation im Bereich der realistischen Malerei. Choultsé zeigte einen für viele noch nie gesehenen Grad der Realitätswiedergabe in seinen Landschaften. Sein außergewöhnlicher Malstil löste eine Welle des Interesses für das traditionelle Genre aus.

### Amerikanische Periode (1928–Anfang 1930er)
Bald wurde aus dem europaweiten Ruhm ein internationaler Ruhm. Die Galerie des auf dem französischen und auf dem Weltmarkt bekannten Kunsthändlers Édouard Jonas, die Ausstellungsräume nicht nur in Paris, sondern auch in New York hatte, bot sich als exklusive Vertreterin von Iwan Fedorowitsch Choultsé in Amerika an. Am 1. Dezember 1928 wurde in der New Yorker Galerie Édouard Jonas an der East 56th Street 9 die Ausstellung von Choultsés Werken eröffnet, mit einem Slogan „It must be seen to be believed!“. Vom 15. November 1929 bis zum 1. Januar 1930 wurden dem Publikum in der Galerie Édouard Jonas insgesamt 68 Arbeiten des Malers vorgestellt. Die Bilder wurden gern gekauft, und zwar nicht nur in den Vereinigten Staaten: einige Gemälde gingen nach Kanada, Argentinien und Mexiko.
Dabei blieb Choultsé für das amerikanische Publikum weiterhin der „Wizard of Light“, wie ein Kritiker 1935 über den Künstler anlässlich der Retrospektive „One Hundred and Fifty Years of Russian Painting“ in den New Yorker Hammer Galleries berichtet („The New York Times“, 25. Mai 1935). Er wurde auch in Frankreich nicht vergessen: in den 1930er Jahren versuchten viele französische und internationale Maler, den Meister nachzuahmen. Manchmal kopierten sie bloß seine Kompositionen und Stil, so beispielsweise der Franzose Serge Sedrac (1878–1974), der Kanadier Frank H. Johnston (1888–1949) oder der Russe Boris Bessonow (1862–1934).

### Leben in Nizza und Tod

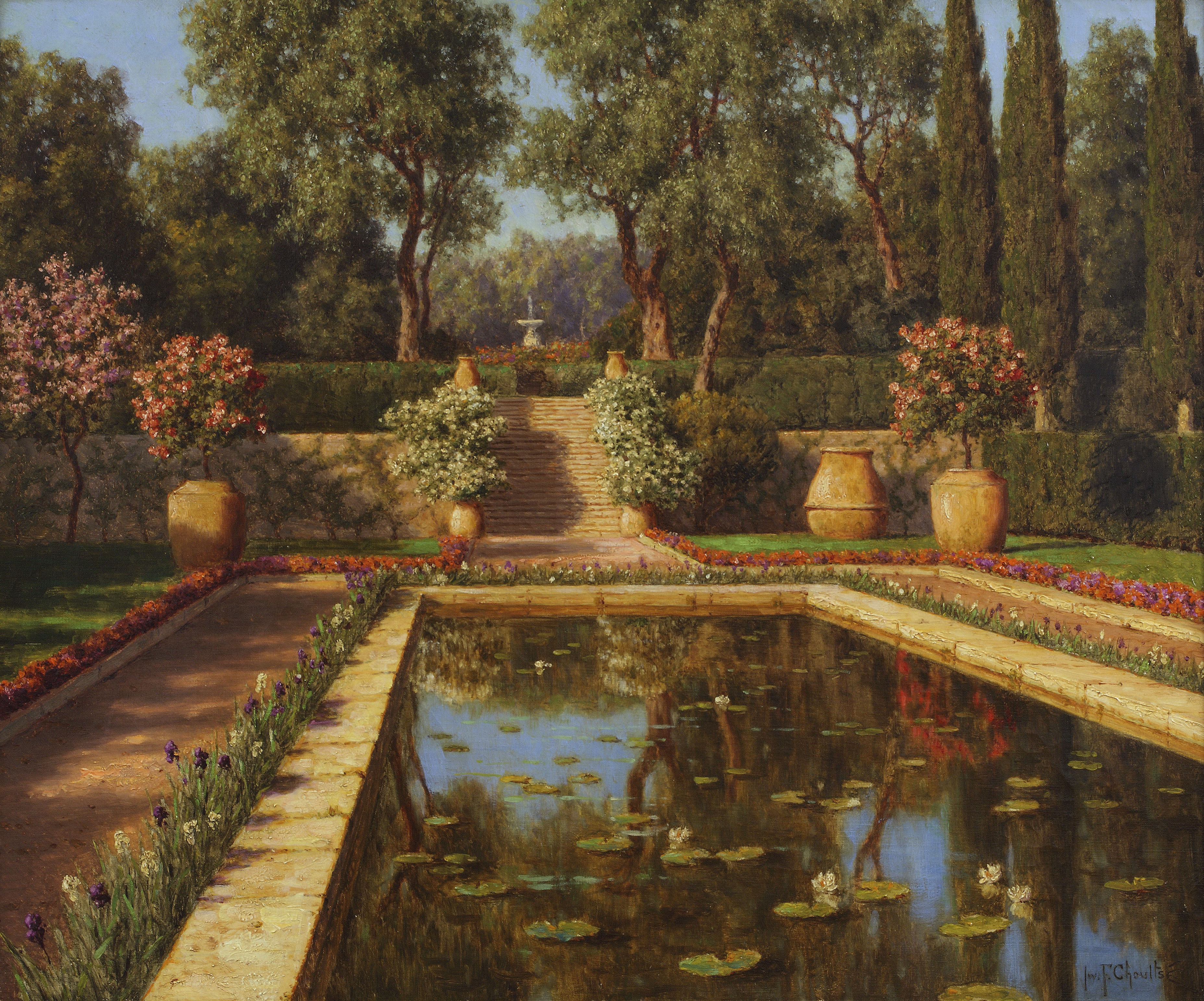
I. F. Choultsé. Garten in Nizza

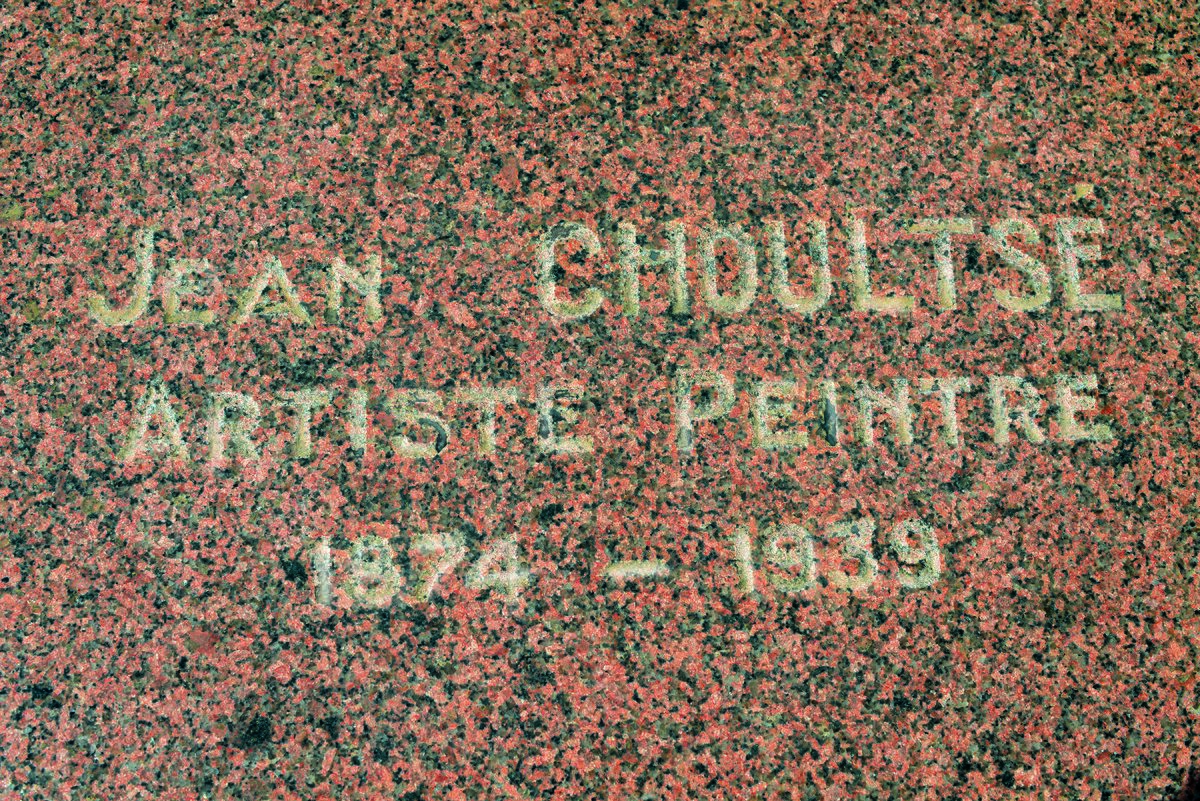
Grabstein von I. F. Choultsé in Nizza

In der Mitte der 1930er Jahre übersiedelte Choultsé nach Nizza. Die letzte nachweisbare Spur von Choultsé hängt mit seinem Treffen am 7. März 1936 mit Alexander Alexandrowitsch Gefter (1885–1956) zusammen, dem Schriftsteller-Marinisten, Maler, Mitglied antibolschewistischer Untergrundorganisationen und prominenten Freimaurer. Das Treffen fand im Schloss Castel Breton an der Route de Saint-Antoine statt, in einem beliebten Versammlungsort der russischen Immigranten. Auf dem Grabstein Choultsés auf dem russisch-orthodoxen Friedhof Caucade in Nizza ist 1939 als sein Sterbejahr angegeben.
Inzwischen fanden auch nach der Ausreise und dem Tod des Künstlers noch mehrere Ausstellungen seiner Werke in Amerika statt (New York, April 1936; Oklahoma City, Mai–Juni 1938; New York, April 1940 und Mai 1943).
In den russischen Museen gibt es heute nur wenige Arbeiten von Choultsé (unter anderem im Russischen staatlichen Arktis- und Antarktismuseum in Sankt Petersburg und im Dagestan Museum of Fine Arts), währenddessen sie in den amerikanischen und kanadischen Museen bedeutend besser vertreten sind – so beispielsweise im Hillwood Museum Washington DC, Washington State University Museum of Art, Indianapolis Museum of Art oder Musée des beaux-arts de Montréal. Viele Werke befinden sich in privaten Sammlungen.

## Malerei
Sein Leben hat Choultsé der Natur gewidmet: dazu gehören die Erde, der Himmel, der Mond, die Pflanzenwelt und natürlich die Schlüsselthemen von Choultsés Werken: der Schnee und das Wasser. In der Welt von Choultsé gibt es keine Menschen, sogar keine Tiere. Am häufigsten sind unter seinen Werken Winterlandschaften vertreten, besonders oft die von der Schweiz und nicht von Russland. Er wurde der „Zauberer des Lichts“ für den fast magischen Realismus seiner Werke genannt.